# Leptochloa scabra
Leptochloa scabra är en gräsart som beskrevs av Christian Gottfried Daniel Nees von Esenbeck. Leptochloa scabra ingår i släktet spretgräs, och familjen gräs. Inga underarter finns listade i Catalogue of Life.